# Lama (animal)
Lama glama
Pour les articles homonymes, voir Lama.
Espèce
Répartition géographique
Statut CITES
Le lama blanc (Lama glama), ou plus simplement lama, est une espèce de Camélidés d'Amérique du Sud, mais ses origines lointaines ont été retracées jusqu'en Amérique du Nord, d'où il a disparu à la période de l'Éocène.
Il a été domestiqué de longue date à partir du guanaco.
La sélection par les éleveurs a donné plusieurs races ou variétés caractérisées par leur fourrure plus ou moins longue.

## Dénominations
Le terme « lama » est souvent utilisé de manière plus large pour s'appliquer aux quatre espèces animales proches qui constituent la branche sud-américaine des camélidés : le lama blanc lui-même, l'alpaga, le guanaco et la vigogne (voir le genre lama). Stricto sensu, malgré quelques croisements, le lama, animal domestique, a pour plus proche cousin le guanaco, animal sauvage, alors que l'alpaga, animal domestique, a pour plus proche cousin la vigogne, animal sauvage.

## Caractéristiques

### Anatomie

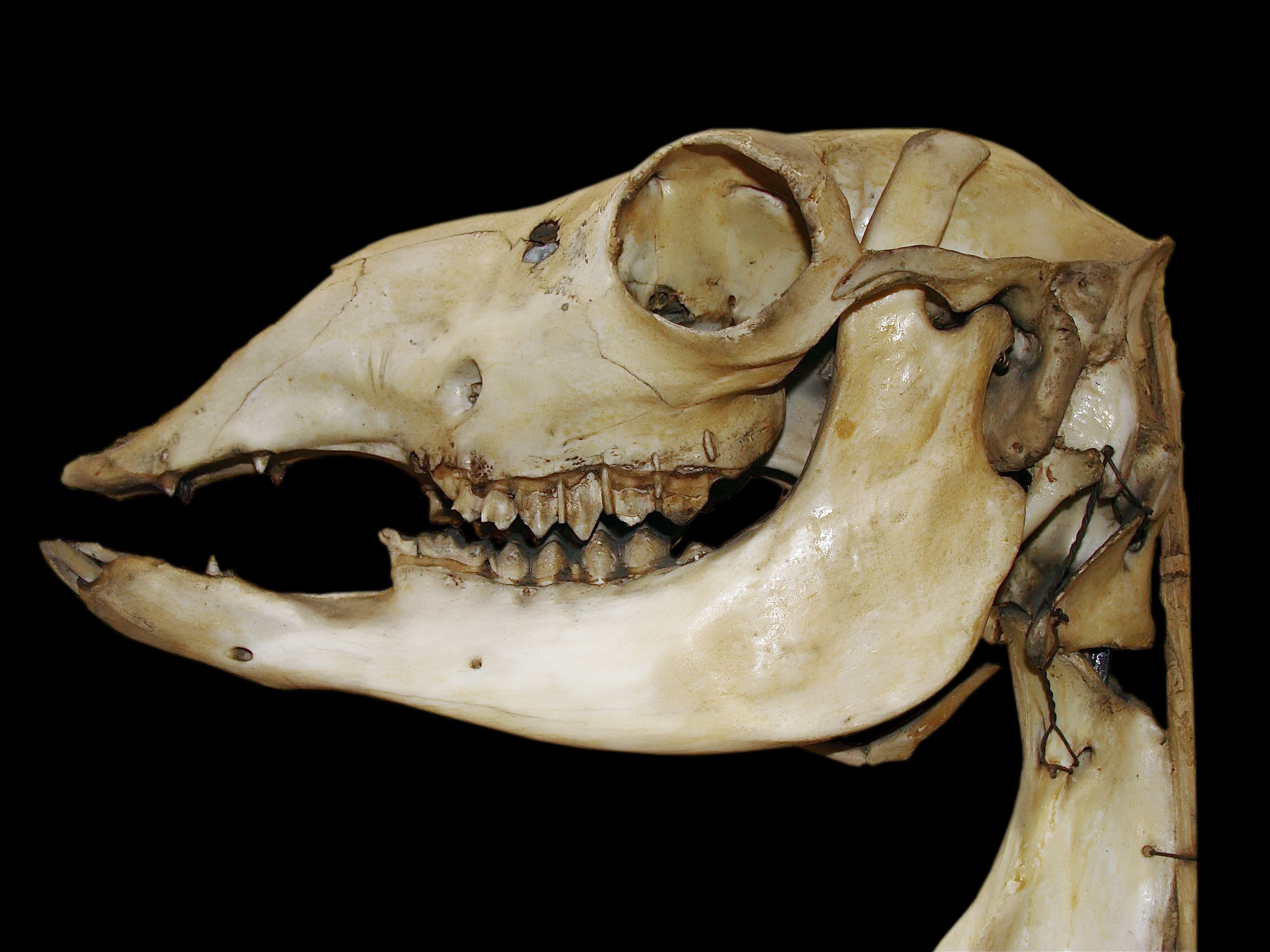
Crâne : École Vétérinaire d'Alfort.
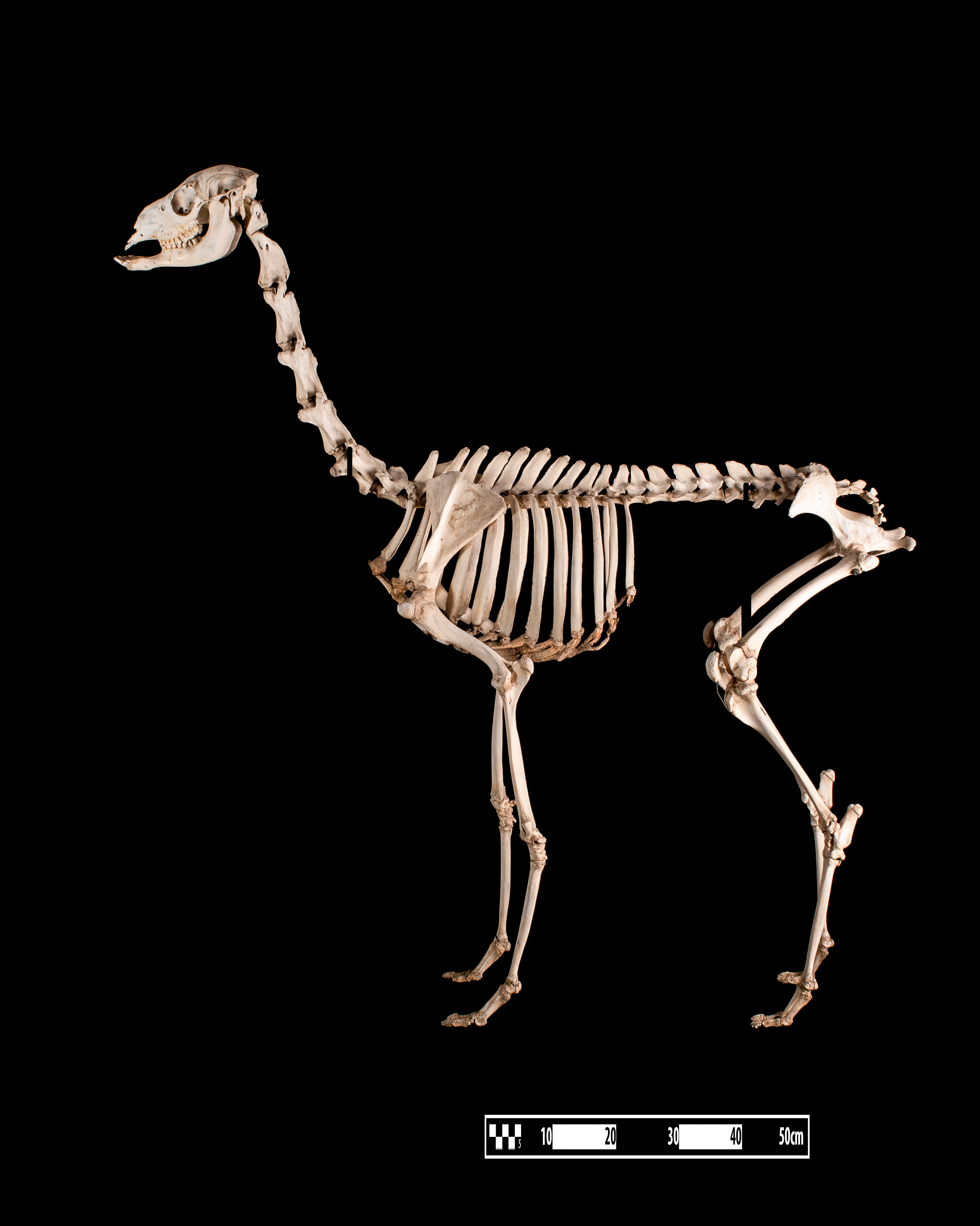
Anatomie.
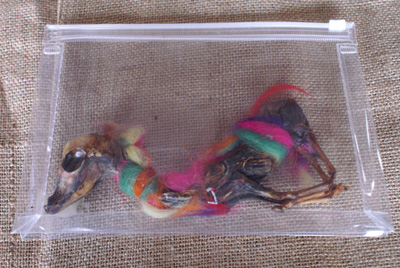
Fœtus de lama momifié.

La denture des adultes est la suivante : dans la mâchoire supérieure on trouve un inciseur pointu et aiguisé au bord de la prémaxillaire, suivi d'une véritable canine pointue, incurvée et de taille moyenne sur la partie antérieure de la maxillaire. La prémolaire isolée ressemblant à une canine que l'on retrouve chez les chameaux n'est pas présente. Les molaires qui sont en contact les unes avec les autres sont deux très petites prémolaires (la première étant très rudimentaire) et trois molaires larges, construites généralement comme celles des autres camélidés. Dans la mâchoire inférieure, les trois incisives sont longues et en forme de spatule ; les extérieures sont les plus petites. À côté de celles-ci, il y a une canine courbée, suivie après un intervalle d'une simple prémolaire conique ; puis une série continue composée d'une prémolaire et de trois molaires, qui diffèrent de celles du chameau par une petite colonne formée sur le bord extérieur antérieur.
Le crâne ressemble généralement à celui du chameau, sa taille plus réduite expliquant la cavité crânienne et les orbites relativement plus développées et les cloisons crâniennes plus modestes. Les os nasaux sont plus courts et plus larges, rejoints par la prémaxillaire.
Vertèbres :
- cervicales 7,
- dorsales 12,
- lombaires 7,
- sacrales 4,
- caudales de 15 à 20.

Anatomie superficielle
1 Liste- 2 Oreille - 3 garrot- 4 Dos - 5 Hanche - 6 Croupe - 7 Départ de la queue - 8 queue - 9 fesses - 10 jarret 11 Canon arrière 12 Sabot - 13 Grasset - 14 Glandes arrière du métatarse - 15 Articulation de la jambe- 16 Flanc- 17 Côtes - 18 Coude - 19 Paturon - 20 Cheville - 21 Genou - 22 Poitrine - 23 Articulation de l'épaule - 24 Épaule - 25 Cou - 26 Joue - 27 Museau

Les oreilles sont plutôt longues et arrondies. Il n'y a pas de bosse dorsale. Les pieds sont proches, les doigts de pieds sont plus séparés que chez les chameaux, et possèdent chacun leur voûte plantaire distincte. La queue est courte, et la fourrure longue et laineuse.
Dans les caractéristiques structurelles essentielles, ainsi que dans l'apparence générale et leur comportement, tous les animaux de ce genre se ressemblent étroitement, et la question de savoir s'ils doivent être considérés comme appartenant à une, deux ou plusieurs espèces différentes a été la cause de nombreux débats et controverses chez les naturalistes.
Reproduction : l'ovulation de la femelle est induite. Il n'y a donc pas, comme chez d'autres mammifères, de périodes de « chaleur » et la fécondation peut ainsi avoir lieu en toute saison, sous réserve du respect d'un cycle folliculaire. La gestation dure généralement 11 mois mais peut en atteindre 13. La mise bas est rapide. Elle a lieu généralement en fin de matinée ou en début d'après-midi, la femelle restant en position debout.
Sa longévité est comprise entre 10 et 20 ans

### Comportement
Comme tous les Camélidés, le lama rumine mais n'est pas classé parmi les ruminants.
Cri du lama : le lama s'exprime par toute une gamme de sons, qui peuvent traduire la tristesse, la mise en garde de ses congénères contre un danger supposé, l'hostilité vis-à-vis d'un rival, voire la satisfaction sexuelle.
Le lama crache pour sa défense (très rarement sur l'homme, plus souvent sur ses congénères). Ce crachat est constitué, dans les cas graves, de régurgitations gastriques visqueuses, plus fréquemment, d'une sorte de nébulisation salivaire qu'il projette sur l'objet de sa colère.
Cet animal a pour habitude de faire ses selles à un seul endroit, contrairement à la chèvre qui essaime.

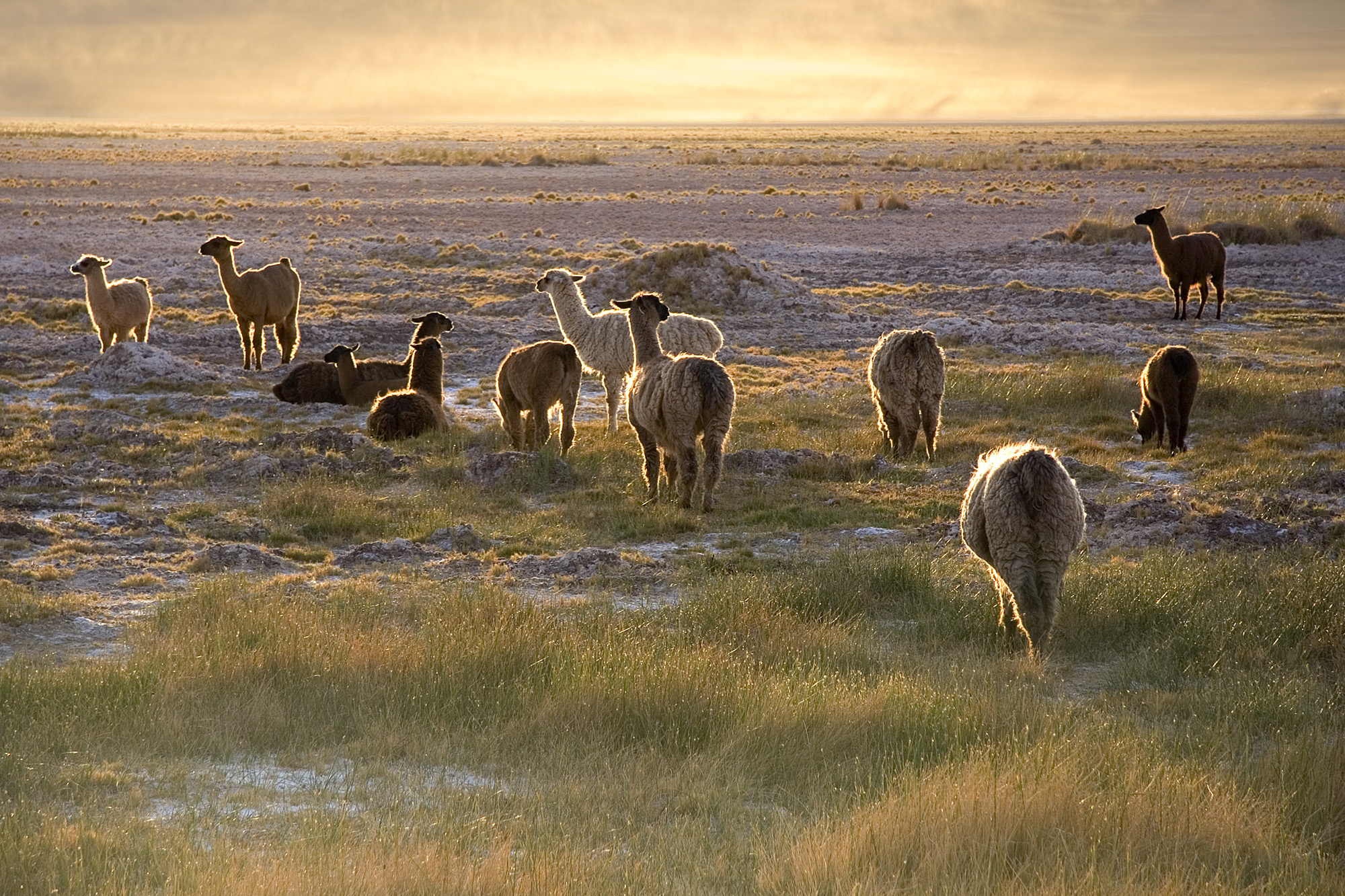
Troupeau de lamas blancs dans le désert d'Atacama, au Chili
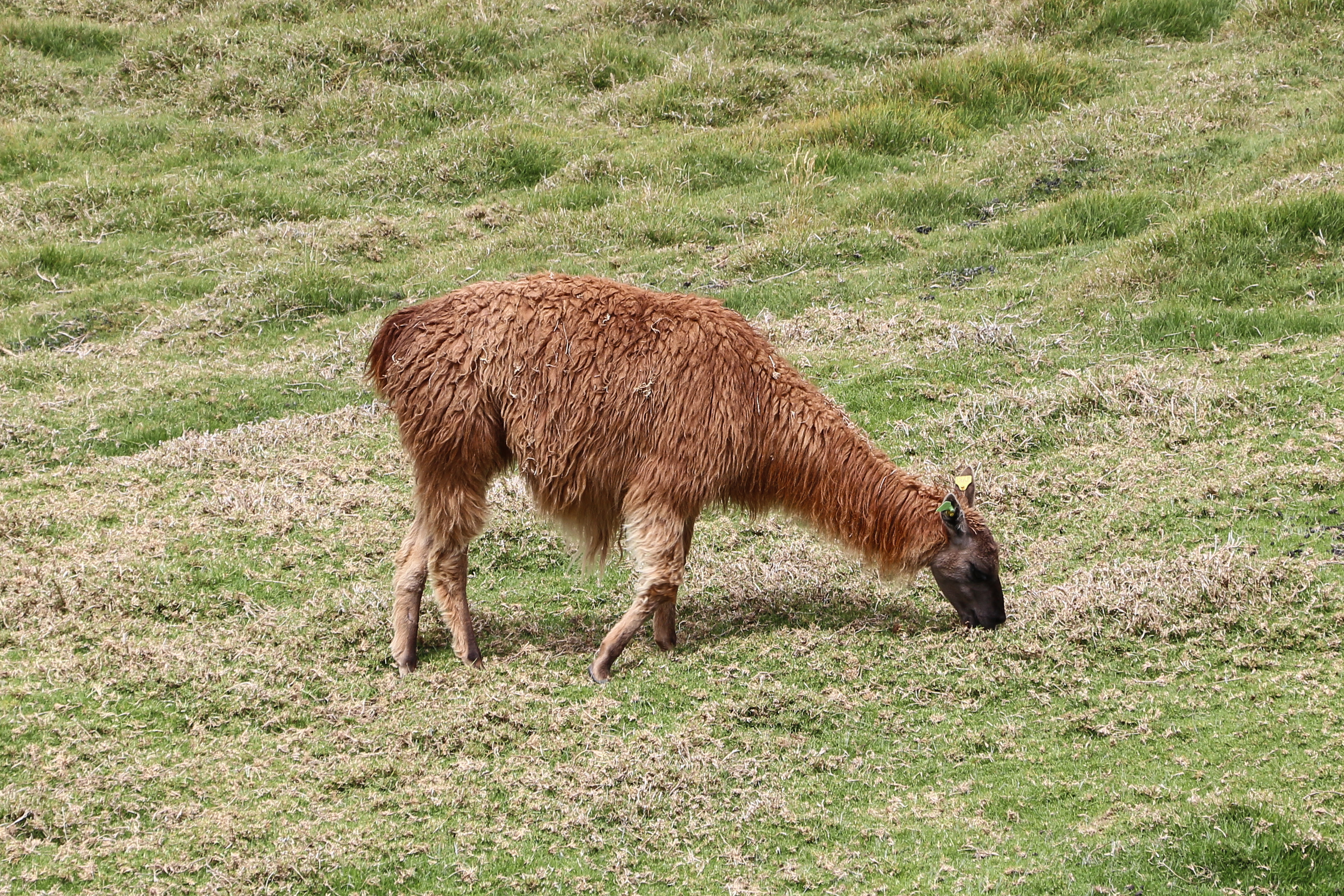
Un lama en Équateur
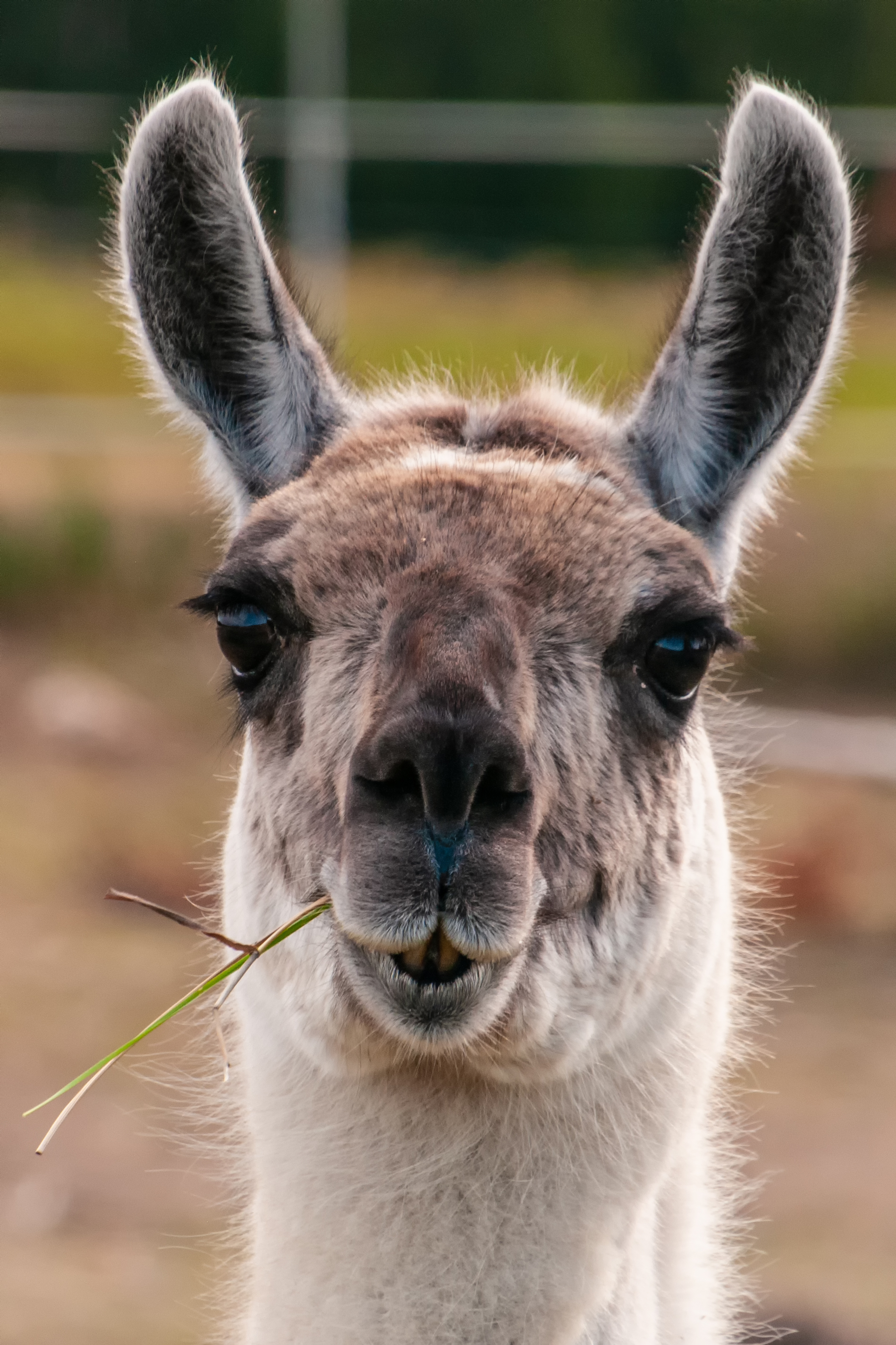
Tête de face
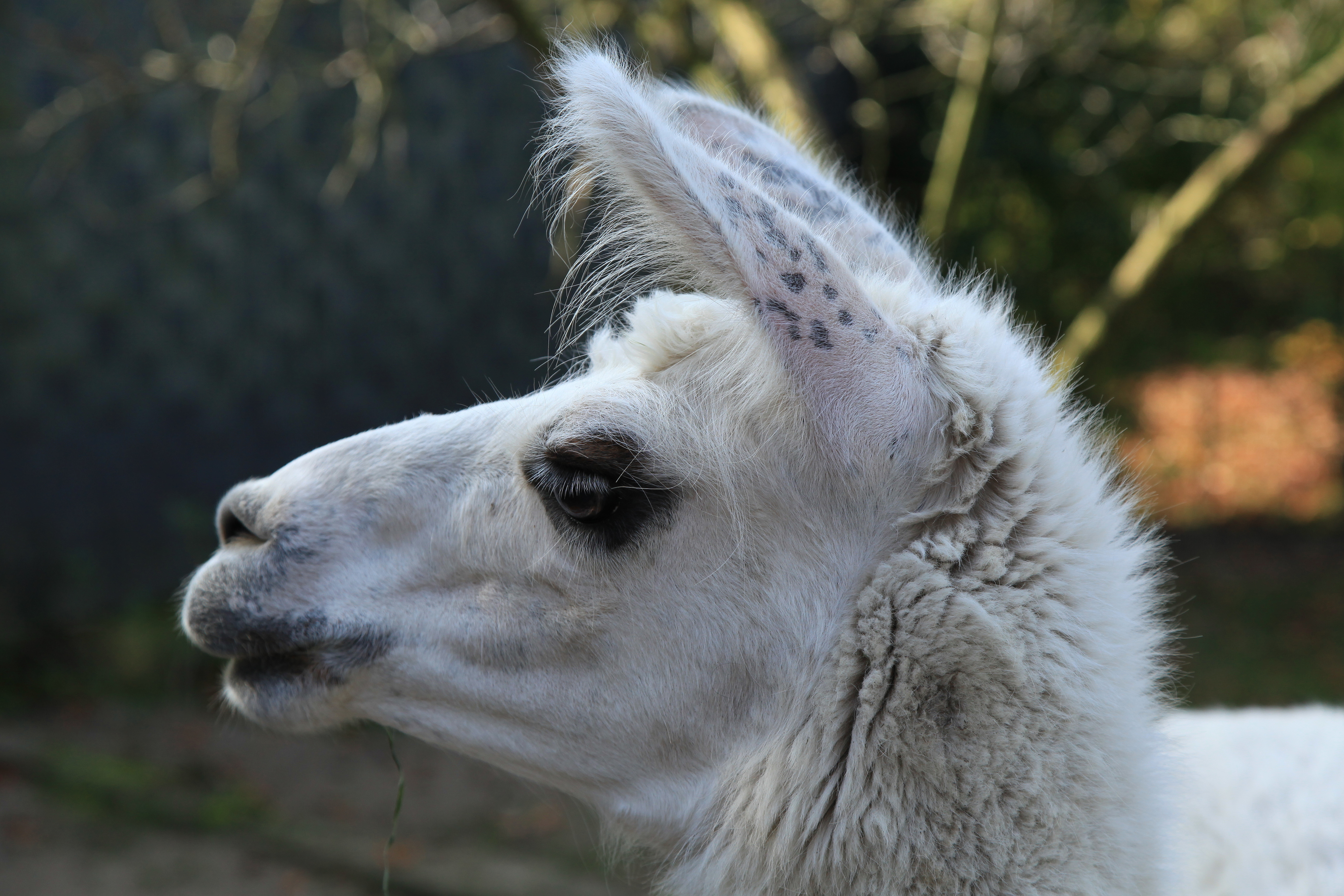
Tête de profil
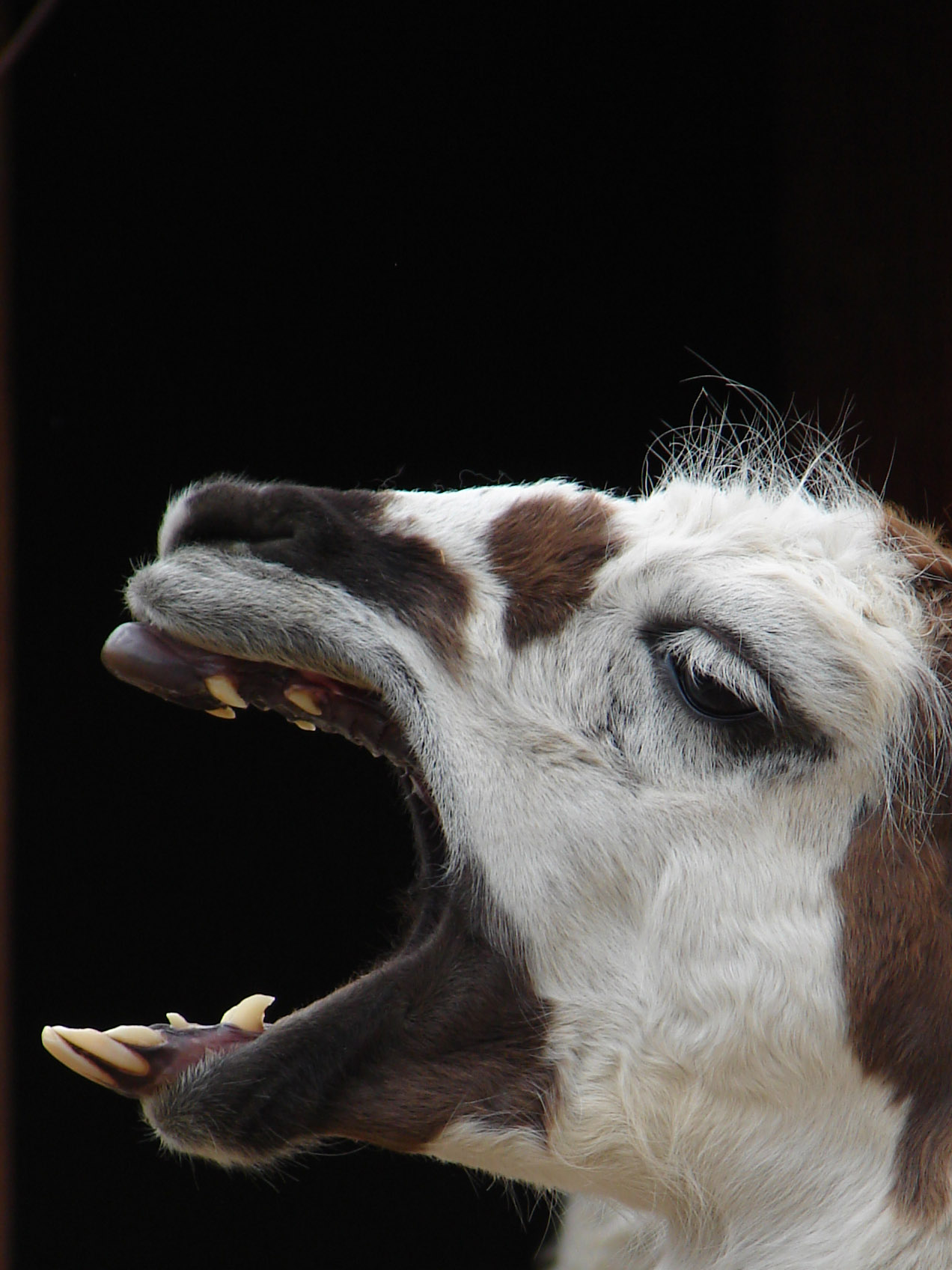
Dents
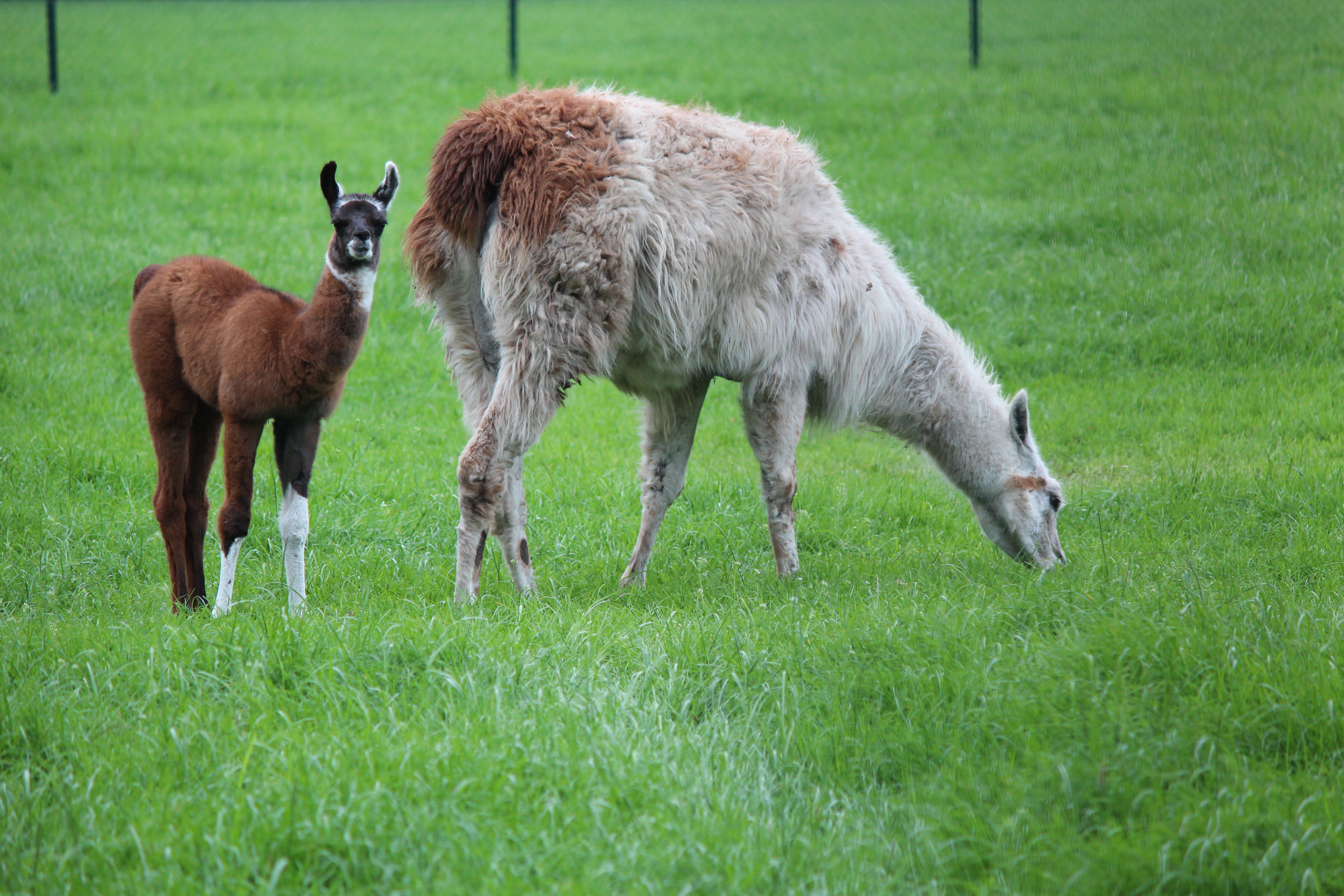
Mère et son petit
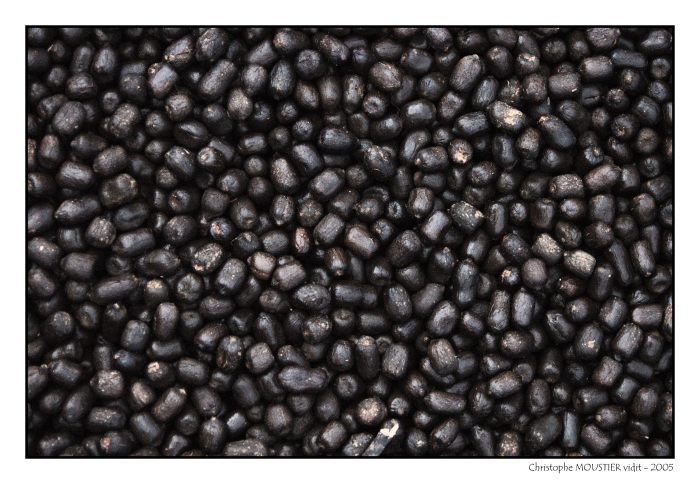
Déjections de lama

## Classification
L'espèce Lama glama a été décrite pour la première fois en 1758 par le naturaliste suédois Carl von Linné (1707-1778).
Ce taxon admet plusieurs synonymes :
- Auchenia lama[5]
- Lama glama (Linnaeus, 1758)[5]
- Lama guanicoe f. glama (Linnaeus, 1758) (préféré par BioLib)[5]
- Lama guanicoe glama[5]

### Liste des sous-espèces
Liste des sous-espèces selon Catalogue of Life (9 novembre 2020) et Mammal Species of the World (version 3, 2005)  (9 novembre 2020) :
- sous-espèce Lama glama cacsilensis Lönnberg, 1913
- sous-espèce Lama glama glama (Linnaeus, 1758)
- sous-espèce Lama glama guanicoe (Müller, 1776) - le guanaco (annexe 2 de la CITES pour cette sous-espèce souvent considérée comme espèce à part entière sous le nom Lama guanicoe)

### Histoire de l'espèce
Les premiers écrits concernant le lama le comparent généralement au mouton. Pourtant, on s'aperçut très vite de sa parenté avec le chameau, et donc avec les Camélidés.
Les paléontologues Joseph Leidy, Edward Drinker Cope et Othniel Charles Marsh ont interprété la découverte d'espèces disparues de l'ère tertiaire sur le continent américain, qui apporte des lumières sur l'apparition de cette famille et leurs relations avec les autres mammifères. À l'origine, les lamas n'étaient pas cantonnés à la partie du continent américain située au sud du canal de Panama comme ils le sont de nos jours. On en a découvert de nombreuses traces datées du Pléistocène dans la région des montagnes Rocheuses ainsi qu'en Amérique centrale, dont certains beaucoup plus grands que les spécimens actuels. De nombreux animaux apparentés aux chameaux, montrant des mutations génétiques et une série progressive de changements, y ont été découverts dans des strates allant du Pliocène au début du Miocène. Comme aucune trace de camélidé n'a, à ce jour, été découverte lors de fouilles du vieux continent, il est actuellement admis que les Amériques sont leur terre d'origine et que certains sont passés en Asie, descendant vers le sud en fonction des modifications climatiques pour devenir les chameaux. Il y a peu de mammifères dont le passé paléontologique ait été retracé avec autant de succès.
Leur sous-continent d'origine est donc l'Amérique du Nord. Ils ont disparu de l'Amérique du Nord pour une cause inconnue pendant la période de l'Éocène, certains ayant pu émigrer en Amérique du Sud.

## Domestication

### Origine
Le lama a eu un rôle social et religieux. Utilisé comme bête de somme, notamment chez les incas, il était aussi très apprécié pour sa fourrure et sa viande. Sa charge maximale n'étant cependant que d'une vingtaine de kilos, il ne peut être monté.

### Sélection des races et variétés

#### Avant la conquête espagnole
Avant la colonisation espagnole, il est suggéré que de nombreuses races de lama existaient et étaient utilisées pour les rites religieux et l'industrie du textile. Ainsi il existait des autels de sacrifice dédiés à des lamas dont la robe était parfaitement blanche, brune ou noire. Des quipus détaillant la taille et la couleur des troupeaux ont aussi été retrouvés.
Des lamas momifiés ont été découverts dans le site archéologique de El Yacal, au sud du Pérou ; ces momies montrent au moins deux races de lamas, dont la première est caractérisée par une fourrure de laine unicolore à la fibre fine sans le moindre poil, quand la seconde est caractérisée par une double fourrure à plusieurs couleurs et dont la fibre est épaisse,.

#### Après la conquête espagnole

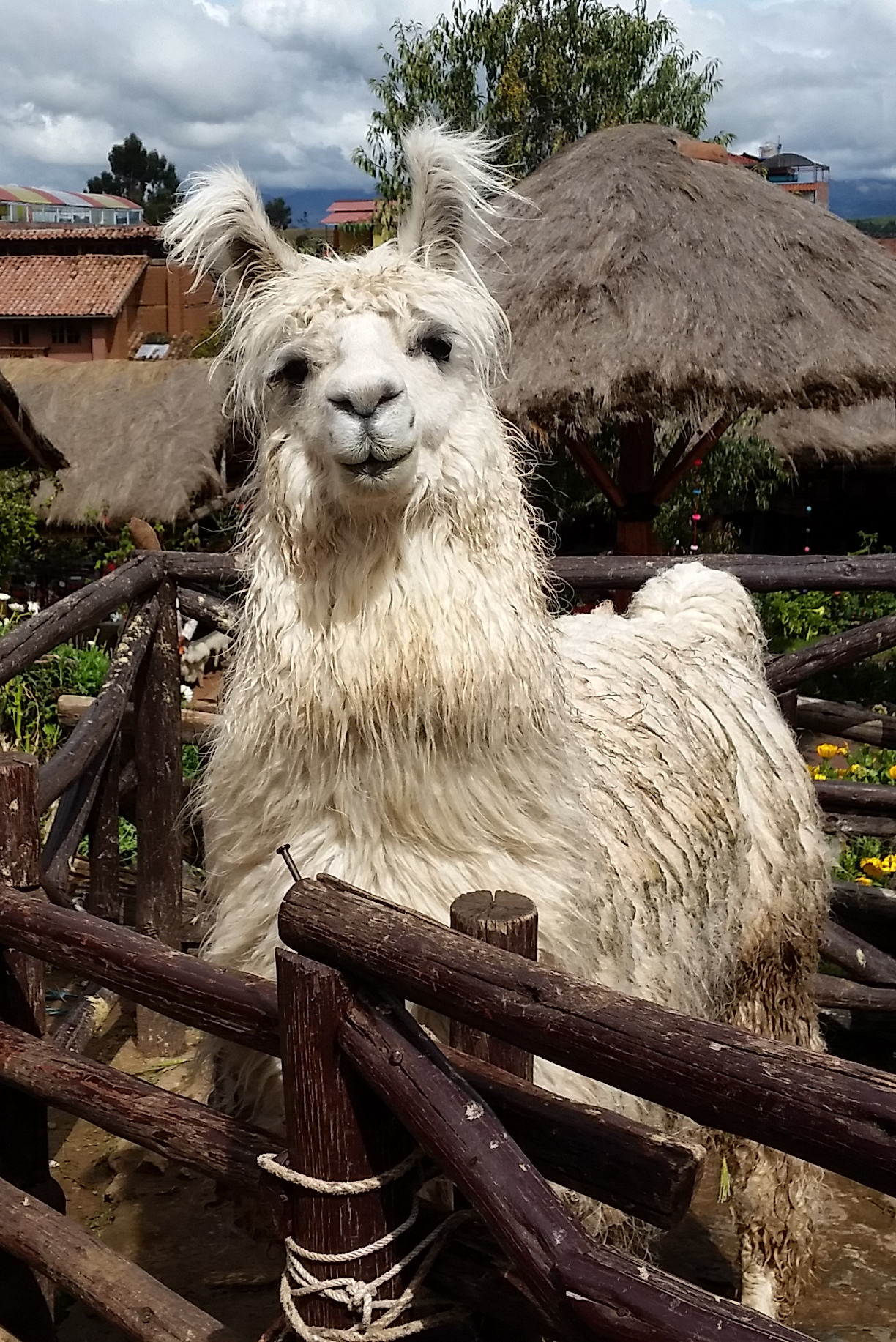
Lama exhibé dans un atelier de tissage à Chinchero (Pérou)

La conquête espagnole provoque une baisse drastique de la population de lama et la perte de nombreux savoir-faire liés à leur domestication, ceci provoque la disparition des races de lama ; le mélange des populations restantes empêche la création d'une uniformité de phénotype suffisante pour distinguer des races à proprement parler. On distingue depuis deux principales variétés de lama, auxquelles on ajoute deux variétés mineures, les hybrides entre ces variétés restent fréquentes,.
Variétés principales :
- Le chaku, caractérisé par une fourrure longue ;
- Le q'ara, caractérisé par une fourrure courte.

Variétés mineures :
- Le llamingo, caractérisé par sa fourrure courte et sa petite taille ;
- Le suri, similaire à l'alpaga de type suri avec sa longue fourrure droite.

#### Espérance de vie
Un lama en captivité a une espérance de vie d'environ 20 ans. Le plus vieux lama connu (nommé Dalai) est élevé dans un ranch d'Albuquerque et est âgé de 27 ans depuis le 16 février 2023.

#### Élevages de lamas en France

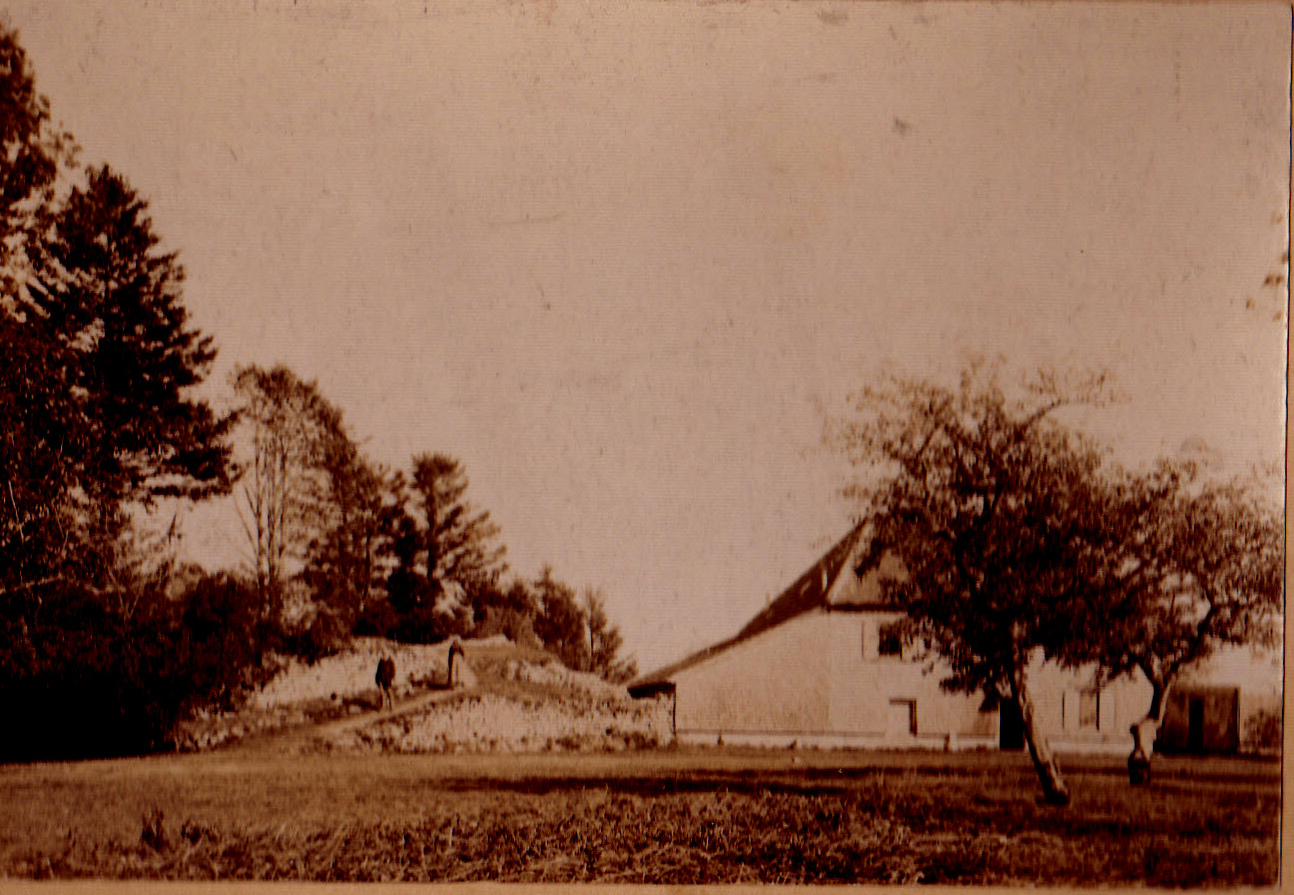
Charles Galmiche avec ses lamas domestiqués dans les Vosges en 1865.

Le premier élevage de lamas domestiques importés et reproduits pour la laine, la viande de boucherie, le laitage  et le portage de charges date des années 1860 dans les Vosges lorraines. Cet élevage a été conduit physiquement et scientifiquement par Charles Galmiche. Il existe de nombreux élevages de lamas en France en partie recensés par l’Association française des lamas et alpagas. Plus rarement, après un dressage spécial, ils peuvent être utilisés comme gardiens de troupeaux, protégeant le bétail de l'attaque des prédateurs. Les animaux sont élevés pour leur laine, le débroussaillage ou leur intérêt touristique. Les animaux ne sont pas utilisés comme monture mais peuvent aider au transport des sacs lors de randonnées en montagne.

## Arts et culture

### Cultures précolombiennes

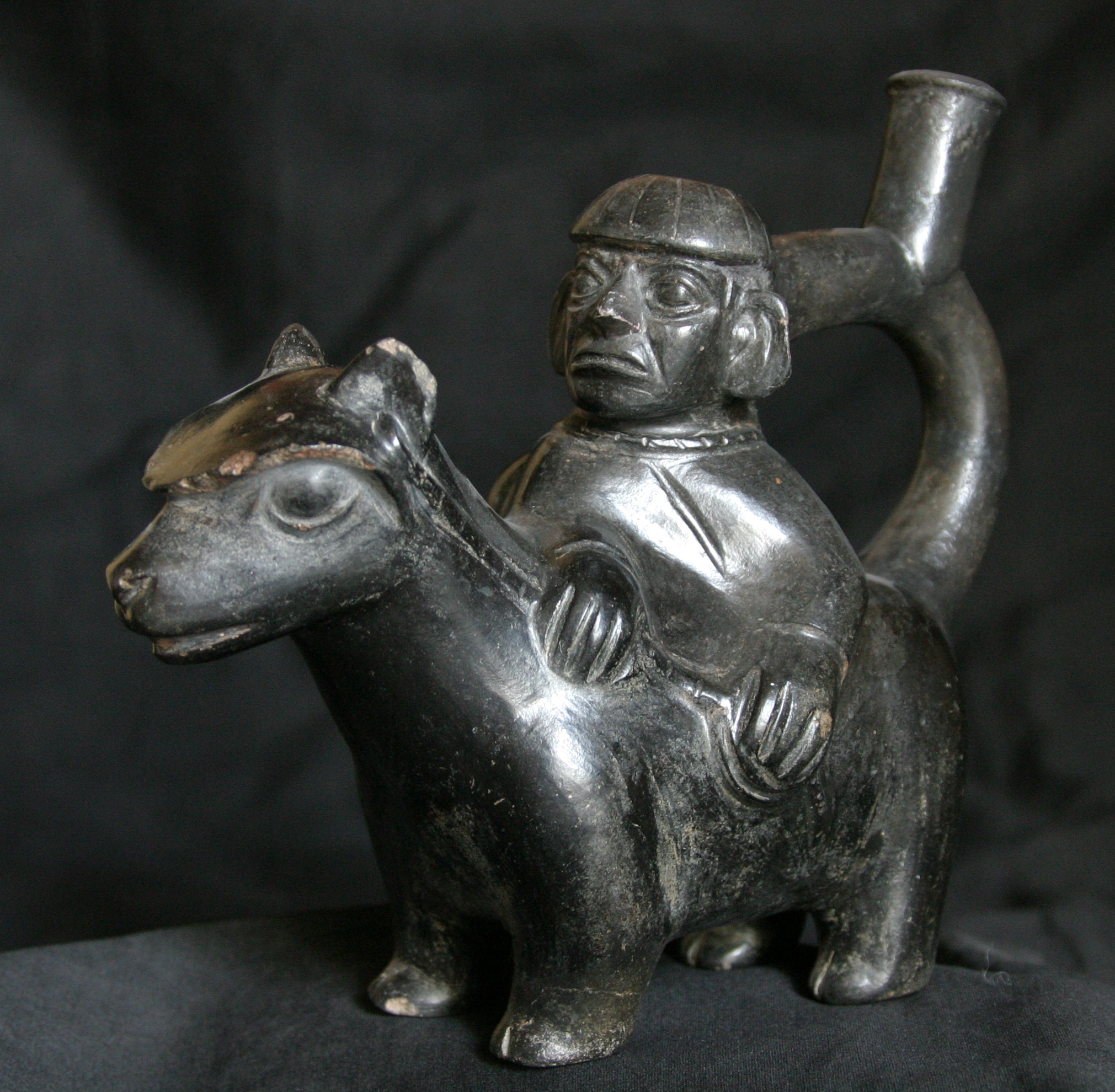
Vase mochica, Pérou 100-300 apr. J.-C.,Lombards Museum

Le lama apparaît fréquemment dans les arts des civilisations pré-colombiennes, principalement dans la culture des Moche et dans la civilisation inca. Dans la mythologie inca, le dieu Urcuchillay est représenté sous la forme d'un lama multicolore.

### Bande dessinée
Une aventure de Tintin, Le Temple du Soleil (Hergé, 1949), comporte un épisode célèbre au cours duquel un lama crache au visage du capitaine Haddock.

### Cinéma
Au cinéma, le film d'animation des studios Disney Kuzco, l'empereur mégalo, sorti en 2000, montre un empereur inca transformé accidentellement en lama.
Le film d'animation français Pachamama de Juan Antin met en scène deux enfants indiens précolombiens accompagnés d'un lama femelle.

### Mode
Le lama est mis en avant par les marques de modes et les fabricants de produits dérivés au Royaume-Uni et en France à partir de l'année 2017.

### Phénomène internet
En France, un lama devient l'objet d'un « phénomène Internet » en 2013 après son vol par des étudiants ivres qui l'ont fait monter dans un tramway à Bordeaux. Nommé Serge le lama, il a été très médiatisé à la suite de cet évènement.